# Harcèlement moral en France
Pour des articles plus généraux, voir Harcèlement psychologique et Harcèlement.
Ne doit pas être confondu avec houspillage.
 (septembre 2022).
 (décembre 2018).
Si vous disposez d'ouvrages ou d'articles de référence ou si vous connaissez des sites web de qualité traitant du thème abordé ici, merci de compléter l'article en donnant les références utiles à sa vérifiabilité et en les liant à la section « Notes et références ».
Le harcèlement moral ou harcèlement psychologique est une conduite abusive qui par des gestes, paroles, comportements, attitudes répétés ou systématiques vise ou conduit à dégrader les conditions de vie ou conditions de travail d'une personne (la victime du harceleur).

## Éléments de définitions
Le harcèlement moral encore appelé mobbing ou bullying,  pour la communauté scientifique évoque des agissements négatifs répétés  dans la durée (e.g., critiques, humiliations, isolement, agressions verbales ou physiques...)  portant atteinte à la personne, à ses activités dans les milieux du travail, de l'éducation, militaire ou sportif... Une distinction est que le mobbing est un acte collectif, alors que le harcèlement moral ne l'est pas forcément même si dans les deux tiers des cas selon les enquêtes européennes les harceleurs sont plusieurs.
Parmi les auteurs et chercheurs français, l'expression la plus répandue est celle de harcèlement moral qui fait toutefois l'objet, dans la sphère des relations de travail, de plusieurs définitions :
- Un effet de nouvelles techniques de management déstabilisantes ;
- Un comportement déloyal dans le monde du travail, notamment un harcèlement individuel ou un acte de management conscient ;
- Une interaction entre victime, facteurs organisationnels et auteur du harcèlement[2].

## État de la situation en France
D'après des documents ministériels français :

### Violence au travail
Certaines formes d'organisation du travail ou certaines situations sont propices aux situations de violences données ou subies ; le mot travail a lui-même pour origine latine le mot tripalium (ou trepalium) qui désigne un instrument de torture. Cette violence propre à la sphère du monde ou temps du travail fait, depuis un certain nombre d'années (et ainsi que ses répercussions sur la santé), l'objet d'études. Ces études sont menées par les médecins du travail, des psychologues et médecins psychiatres. Ils témoignent de pathologies nouvelles qui touchent aujourd'hui toutes les catégories de salariés : de l'employé ou l'ouvrier, aux cadres. Il s'agissait autrefois d'« un abus de force », une force généralement brutale utilisée pour soumettre quelqu'un par la contrainte physique. On est peu à peu passé de la notion de contrainte physique à celle de contrainte morale. Peu à peu s'est dégagée la notion de risques psychosociaux (RPS) sous-entendant des origines psychologiques et sociales, les unes influant les autres dans des mécanismes complexes. Les résultats de cette violence n'entrent pas forcément dans le spectre des éléments constitutifs de harcèlement moral, notamment lorsqu'ils sont issus d'une friction relationnelle de basse intensité.

### Critiques de la notion de harcèlement moral en milieu professionnel
En France, le livre de Marie-France Hirigoyen, Le harcèlement moral (1998), a contribué à faire mieux connaître ce concept ainsi que celui de pervers narcissique. En 2012, il s'était déjà vendu à plus de 500 000 exemplaires. À la suite de sa médiatisation, le concept de harcèlement moral a rencontré diverses critiques.
Certains, comme le sociologue Jean-Pierre Le Goff ou encore certains militants syndicaux, reprochent à la notion de harcèlement moral de « psychologiser » des phénomènes plus vastes de maltraitance managériale ou le stress généré par l'intensification du travail. Ainsi parler de harcèlement et se concentrer sur la relation entre une victime et un pervers serait une manière de négliger le contexte d'apparition du harcèlement et les processus économiques et organisationnels sous-jacents.
Une autre critique, issue du milieu de la gestion des ressources humaines, concerne plus spécifiquement les mesures politiques destinées à lutter contre le harcèlement moral. Plusieurs professionnels expriment ainsi, dans un dossier consacré au sujet par la revue Liaisons sociales, la pression que la possibilité de l'accusation de harcèlement moral fait peser sur leurs épaules. La loi s'immiscerait dans la gestion des entreprises et empêcherait toute réaction face aux employés incompétents tout en échouant à protéger les vraies victimes. Ainsi pour comprendre le phénomène il faut selon d'autres spécialistes comme Alain Milon ou Guy Sallat, examiner la loi certes, mais également son interprétation diverse faite par les juges compte tenu de ses contradictions multiples.

### Souffrance au travail
Elle est souvent une conséquence de la violence au travail. Elle peut concerner toute la hiérarchie. Les entreprises et les pouvoirs publics ont été conduits à prendre des mesures pour la prévenir et tenter de la réduire. Ils font pour cela de plus en plus souvent appel aux services de psychologues, psychiatres, de structures de soutien psychologique, de débriefing … après avoir créé dans les années 1970, 1980, les Directions des ressources humaines (DRH) qui ont remplacé les services du personnel, toutes deux prenant en charge la gestion des ressources humaines (le terme ressource remplaçant les mots personnel et employé).

### Harcèlement moral
Juridiquement, le harcèlement moral est un délit dans certains pays, dont en France depuis le vote de la loi de modernisation sociale du 17 janvier 2002 prévu et réprimé à l'article 222-33-2 du Code Pénal (1 an d'emprisonnement et 15 000 € d'amende). Aujourd'hui, depuis le vote de la réédition de la loi le 6 août 2012, la peine encourue est de 2 ans d'emprisonnement et 30 000 € d'amende. L'article L. 1152-1 du Code du Travail en donne la définition : « Aucun salarié ne doit subir les agissements répétés de harcèlement moral qui ont pour objet ou pour effet une dégradation de ses conditions de travail susceptible de porter atteinte à ses droits et à sa dignité, d'altérer sa santé physique ou mentale ou de compromettre son avenir professionnel. ».

## Définitions juridiques

### Pour le droit européen
L'article 26 de la charte sociale européenne (traduite dans le droit français par le décret n°2000-110 du 4 février 2000. Article 26) précise le « Droit à la dignité au travail ». Les parties s'engagent, en consultation avec les organisations d’employeurs et de travailleurs :
- à promouvoir la sensibilisation, l’information et la prévention en matière de harcèlement sexuel sur le lieu de travail ou en relation avec le travail, et à prendre toute mesure appropriée pour protéger les travailleurs contre de tels comportements.
- à promouvoir la sensibilisation, l’information et la prévention en matière d’actes condamnables ou explicitement hostiles et offensifs dirigés de façon répétée contre tout salarié sur le lieu de travail ou en relation avec le travail et à prendre toute mesure appropriée pour protéger les travailleurs contre de tels comportements.

L'annexe à cette charte précise que le § 2 ne concerne pas le harcèlement sexuel, mais uniquement le harcèlement moral.
Une directive de l'Union européenne de 2000 définit le harcèlement comme « Une forme de discrimination… lorsqu’un comportement indésirable lié à l’un des motifs visés à l’article 1er se manifeste, qui a pour objet ou pour effet de porter atteinte à la dignité d’une personne et de créer un environnement intimidant, hostile, dégradant, humiliant ou offensant. Dans ce contexte, la notion de harcèlement peut être définie conformément aux législations et pratiques nationales ».

### Pour le droit français
Le cadre juridique majeur est la Loi de modernisation sociale du 17 janvier 2002, tant concernant le statut général des fonctionnaires que le code du travail et le Code pénal.
- l'Article L133-2 du Code général de la fonction publique dispose qu'« aucun fonctionnaire ne doit subir les agissements répétés de harcèlement moral qui ont pour objet ou pour effet une dégradation des conditions de travail susceptible de porter atteinte à ses droits et à sa dignité, d’altérer sa santé physique ou mentale ou de compromettre son avenir professionnel »[15].
- L'article L 1152-1 du code du travail[16] précise qu'« aucun salarié ne doit subir les agissements répétés de harcèlement moral qui ont pour objet ou pour effet une dégradation des conditions de travail susceptible de porter atteinte à ses droits et à sa dignité, d’altérer sa santé physique ou mentale ou de compromettre son avenir professionnel ».
- La définition donnée par le code pénal[17] définit le harcèlement comme « Le fait de harceler autrui par des agissements répétés ayant pour objet ou pour effet une dégradation des conditions de travail susceptible de porter atteinte à ses droits et à sa dignité, d’altérer sa santé physique ou mentale ou de compromettre son avenir professionnel, est puni de deux ans d'emprisonnement et de 30 000 euros d’amende ».

L’interprétation de la définition du harcèlement moral est parfois délicate. Elle peut donner lieu à des dérives aux effets contre-productifs, s’opposant à l’apport que représente la loi visant à lutter contre ce processus[réf. nécessaire]. Des nécessités de service existent et imposent une certaine organisation du travail, y compris concernant les congés ; organisation qui peut parfois aller à l’encontre de souhaits personnels, sans pour autant constituer un processus de harcèlement. Dans les limites de la légalité, un fonctionnaire doit se conformer aux prescriptions de son supérieur hiérarchique.

## Protection juridique contre le harcèlement
Le phénomène de harcèlement moral touche tous les pays. Cependant, les réponses apportées varient.

### Droit du travail
Le harcèlement au travail est présenté sous l'angle d'un harcèlement moral. Il est défini en particulier par l'article L.1152-1 du Code du travail, créé par la loi de modernisation sociale de 2002 promulguée par le gouvernement Lionel Jospin, qui dispose :
« Aucun salarié ne doit subir les agissements répétés de harcèlement moral qui ont pour objet ou pour effet une dégradation de ses conditions de travail susceptible de porter atteinte à ses droits et à sa dignité, d'altérer sa santé physique ou mentale ou de compromettre son avenir professionnel. »
Le harcèlement est traité à la première partie, livre premier, titre V du Code du travail. Il aborde les harcèlement moral, sexuel, les actions en justice et les dispositions pénales.
Le harcèlement est considéré par le Code pénal dont l'article 222-33-2 punit jusqu'à deux ans d'emprisonnement et de 30 000 euros d'amende « le fait de harceler autrui par des agissements répétés ayant pour objet ou pour effet une dégradation des conditions de travail susceptible de porter atteinte à ses droits et à sa dignité, d'altérer sa santé physique ou mentale ou de compromettre son avenir professionnel ». Cependant, la définition du harcèlement moral selon le Code pénal et selon le Code du travail ne sont pas identiques : en droit du travail, les juges identifient la présence d'un harcèlement indépendamment de l'existence d'une intention de son auteur. Le simple fait d'une dégradation des conditions de travail ayant porté atteinte aux « droits » et à la « dignité », à la « santé physique ou mentale », etc. (L.1152-1 Code du travail), du salarié, peuvent suffire à reconnaître l'existence d'un tel harcèlement. En revanche, s'agissant du délit de harcèlement, défini au Code pénal, il faut prouver la présence d'une intentionnalité délictueuse. Ainsi, les méthodes de management, même lorsqu'elles s'appliquent à l'ensemble ou une partie de l'entreprise, peuvent être constitutives de harcèlement au sens du Code du travail, mais non du Code pénal. Il ne suffit toutefois pas de démontrer l'existence de méthodes conduisant à augmenter le stress au travail pour qualifier une situation de harcèlement.
La « loi n° 2003-6 du 3 janvier 2003 portant relance de la négociation collective en matière de licenciements économiques » promulguée par le gouvernement Raffarin imposa à l'employé d'établir par des faits précis une présomption de harcèlement, l'entreprise devant alors, si ces faits sont établis, fournir la preuve qu'il ne s'agit pas d'une telle situation. L'atteinte à la santé peut être démontrée par une série d'arrêts de travail associés à des consultations de psychologues et de psychiatres attestant de celle-ci. On peut dès lors s'interroger sur la capacité effective d'employés ainsi fragilisés et vulnérables d'ester en justice à la suite d'un tel harcèlement : de fait, de nombreux employés préfèrent démissionner et « passer à autre chose » plutôt que d'engager une procédure judiciaire, quelles que soient les chances de celle-ci d'aboutir. Cependant, en cas de « licenciement pour inaptitude », l'employé peut éventuellement contester la décision et, sans obtenir de réintégration, obtenir une indemnité pour licenciement sans cause réelle et sérieuse, au moins égale au salaire des six derniers mois. Il faut garder en tête que c'est au salarié de prouver qu'il est victime de harcèlement. C'est pourquoi, le salarié devra se constituer un dossier avant d'attaquer l'employeur (e-mail, témoignage de collègue, contrat de travail, modification d'horaire, de responsabilité, etc.) il est recommandé néanmoins, de rapidement faire état par écrit à son employeur ou à un supérieur de ce harcèlement afin d'acter d'une date de début et prouver le harcèlement.
Si la Cour admet l'existence d'un harcèlement, elle peut prononcer la nullité du licenciement.
S'agissant du salarié protégé, il ne peut, compte tenu de l’autorisation administrative de licenciement, saisir le juge judiciaire que d’une action en dommages-intérêts et non d’une action en nullité du licenciement. En effet, la Cour de cassation juge que l’autorisation de licenciement accordée par l’autorité administrative ne permet plus au salarié de contester la cause ou la validité de son licenciement en raison d’un harcèlement. Par contre, cela ne le prive pas du droit de demander réparation du préjudice qui est résulté du harcèlement moral. Selon certains auteurs, cette solution doit être approuvée, dès lors que la compétence de la juridiction judiciaire n’empiète pas sur les pouvoirs de l’inspecteur du travail et, le cas échéant, du ministre, sous le contrôle du juge de l’excès de pouvoir.
En outre, l'employeur est soumis à une obligation de résultats en matière de sécurité au travail. Il est donc tenu, par exemple, de faire cesser toute situation de harcèlement moral, et sera considéré comme responsable s'il ne le fait pas, même si le harcèlement s'effectue entre deux employés.
L'arrêté du 23 juillet 2010 « portant extension d’un accord national interprofessionnel sur le harcèlement et la violence au travail » est venu compléter l'accord national interprofessionnel (ANI) du 26 mars 2010. Celui-ci transposait l'accord-cadre européen du 26 avril 2007, qui « sonnait fort creux » selon le juriste P. Adam, et qui venait compléter l'accord sur le stress au travail signé en 2004 par les partenaires sociaux européens.
Les syndicats et certaines associations s'alarment face à une montée croissante du harcèlement au travail, comme dans l'agglomération nancéienne où des victimes se sont rassemblées en septembre 2011 pour fonder en partie une structure dont le but est d'accompagner les victimes subissant de graves agressions psychologiques pouvant hélas amener à des actes de suicide.
Le harcèlement reste quelque chose de difficile à prouver, et qui peut affaiblir les gens à un point d'Impuissance Apprise, surtout que les démarches qu'engagent les plaintes mettent souvent les victimes dans des positions désagréables, et faibles, une configuration désavantageuse pour s'exprimer devant un tribunal. Le harceleur profite de configurations environnementale précises, et qui souvent sont difficiles à exprimer par la victime.

### Dans la fonction publique
Dans la fonction publique, le harcèlement moral est établi lorsque des faits répétés, excédant les limites de l'exercice normal du pouvoir hiérarchique, ont pour objet ou pour effet une dégradation des conditions de travail susceptible de porter atteinte aux droits et à la dignité d'un agent, d'altérer sa santé physique ou mentale ou de compromettre son avenir professionnel.
Toute personne victime de harcèlement moral peut saisir le tribunal administratif d'une demande de reconnaissance de la responsabilité de l'employeur public, et d'indemnisation de son préjudice. Il appartient alors à l'agent qui soutient avoir été victime d'agissements constitutifs de harcèlement moral, de soumettre au juge des éléments de faits susceptibles de faire présumer l'existence d'un tel harcèlement.
Tout fonctionnaire victime de harcèlement de la part de sa hiérarchie peut également présenter une demande de protection fonctionnelle afin que des mesures de protection soient mises en œuvre par l'administration (changement d'affectation de la victime, réorganisation du service, sanctions contre la personne coupable, assistance juridique, prise en charge des frais d'avocat).

## Données du Bureau international du travail
En France :
- Violence physique: hommes : 11,2 %, femmes : 8,9 %
- Harcèlement sexuel contre les femmes: 19,8 %

Violence et travail ont toujours cohabité mais si le travail était autrefois la source d'une violence physique allant jusqu'au pouvoir légal de vie et de mort sur les esclaves, aujourd'hui il est de plus en plus associé à une violence psychologique. Cette violence trouve en grande partie son origine dans les nouvelles formes d'organisation du travail et de méthodes de management apparues il y a une trentaine d'années[réf. nécessaire] qui ont conduit à une dégradation des relations sociales, à la précarisation du travail et au chômage.
Lorsque l'on évoque des cas de violence, il faut faire attention à bien la nommer afin que chacun comprenne bien de quoi il s'agit. Une difficulté qu'il faut intégrer: selon les milieux professionnels ou sociaux, les niveaux de recevabilité de la violence ne sont pas les mêmes.